# Hans Hertlein

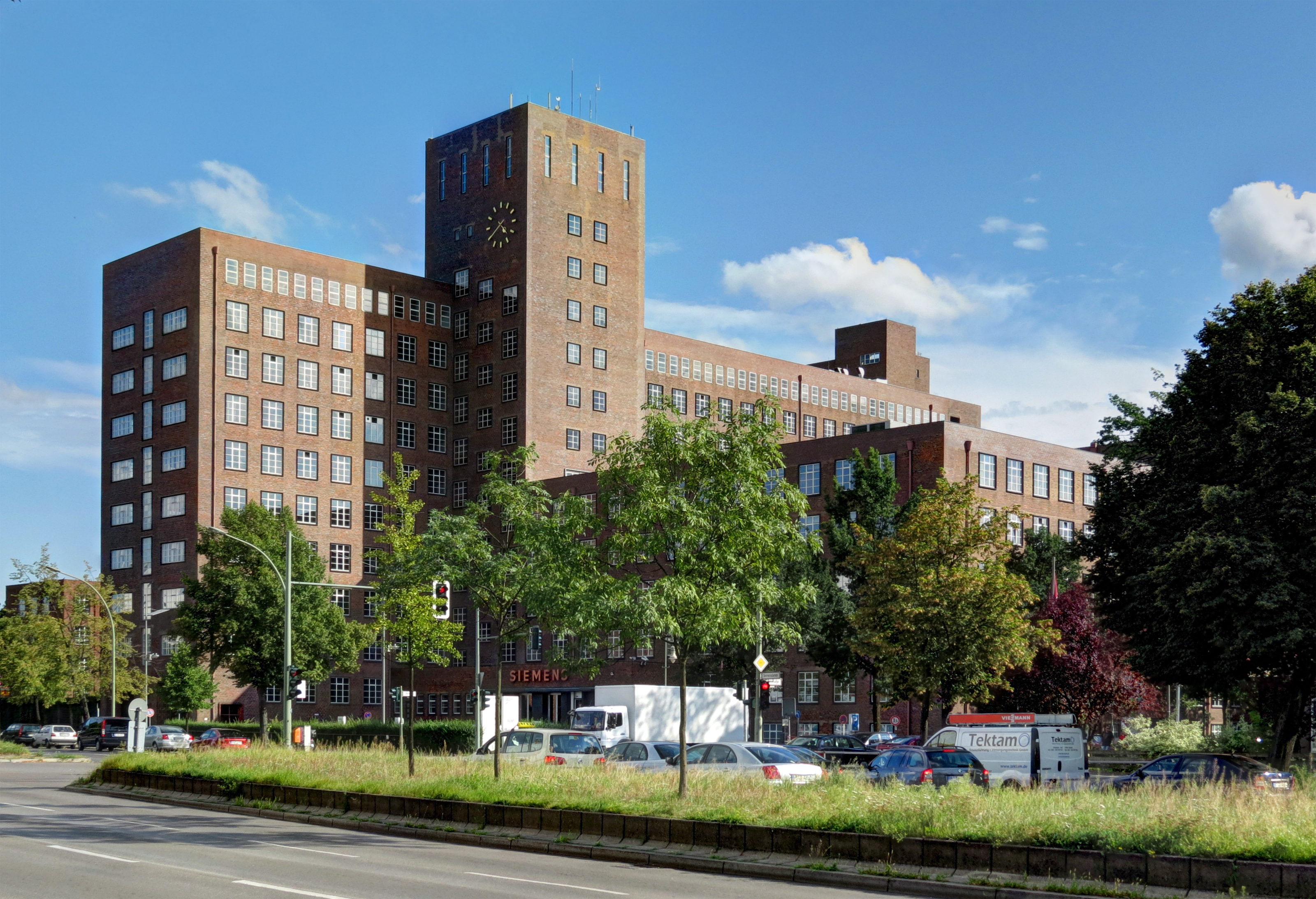
Wernerwerk i Siemensstadt av Hertlein.

Hans Hertlein, född 1881, död 1963, tysk arkitekt, verksam vid Siemens-Werke
Hans Hertlein var från 1912 verksam vid Siemens-Werke och företagets byggavdelning vars chef han senare blev. Han ritade bland annat Wernerwerk M, Wernerwerk, Blockwerk II och Schaltwerk-Hochhaus. Han ritade även flera bostadsområden i Siemensstadt i Berlin som Siemens-Siedlung, Siedlung Heimat (1929–1930) och Siedlung Rohrdamm-West (1953–1955). Hertlein har som ingen annan påverkat arkitekturen och utformningen av Siemensstadt. Han var tillsammans med namn som Hans Scharoun en av de ledande arkitekterna i Berlin.